# Stefan Ledóchowski (zm. 1732)
Stefan Ledóchowski herbu Szaława (zm. w 1732) – podstoli wołyński w latach 1720–1727.
Był posłem województwa wołyńskiego na sejm 1720 roku i  1729 roku.